# ليستير ارتشر
ليستير ارتشر (بالإنجليزية: Lester Archer)‏ هو جندي أمريكي، ولد في 1838 في فورت أن في الولايات المتحدة، وتوفي في 27 أكتوبر 1864 في فرجينيا في الولايات المتحدة.